# Jørgen Frank Rasmussen
Jørgen Frank Rasmussen (nascido em 21 de novembro de 1930) é um ex-ciclista dinamarquês.
Rasmussen foi um dos atletas que representou a Dinamarca nos Jogos Olímpicos de 1952, em Helsinque, onde terminou em sexto lugar na prova de estrada por equipes; e em décimo nono no individual.
É irmão do também ciclista olímpico Rudolf.